# Voyelle fermée
Une voyelle fermée ou haute est un son de type voyelle employé dans de nombreuses langues parlées. Elle est caractérisée par une position de la langue aussi proche que possible du palais, sans resserrement excessif, qui entraînerait l'émission d'une consonne.
Les voyelles hautes identifiées par l'Alphabet phonétique international  sont les suivantes :
- Voyelle fermée antérieure non arrondie [i]
- Voyelle fermée antérieure arrondie [y]
- Voyelle fermée centrale non arrondie [ɨ]
- Voyelle fermée centrale arrondie [ʉ]
- Voyelle fermée postérieure non arrondie [ɯ]
- Voyelle fermée postérieure arrondie [u]

Dans le contexte phonologique d'une langue particulière, une voyelle fermée peut être n'importe quelle voyelle plus fermée qu'une voyelle moyenne. Ainsi, des voyelles mi-fermées ou pré-fermées peuvent être considérées comme des voyelles fermées dans un tel contexte.